# Huáñec
Huáñec es una localidad peruana capital del distrito homónimo ubicado en provincia de Yauyos en el departamento de Lima.

## Capital
Su capital es la localidad de Huáñec ubicada a 3202 m s. n. m., a 110 km de Mala, aproximadamente. Fue fundada en 1571 por Lorenzo de Figueroa y refundada por el corregidor Diego Dávila Briceño en 1572 con la presencia de los caciques Fernando Lloclla y Cristóbal Sacsañaupa. Asimismo, fue elevada a la categoría de ciudad por Ley n.º 12082 de 5 de marzo de 1954 en el periodo del Presidente Manuel A. Odria

## Toponimia
El topónimo Huáñec proviene de la palabra quechua wañiq, “mortal”, quizás haciendo referencia a lo peligroso y escarpado de los caminos para llegar hacia el lugar. 

## Historia
En tiempos prehispánicos, Huáñec perteneció a la cultura yauyos. Para la fundación de la reducción indígena de Huáñec como San Cristóbal de Guañeque, después Guáñec (actual Huáñec), los españoles trajeron pobladores de las hoy ruinas arqueológicas: ciudadela Pichamarca y fortín Rucana, y de las aldeas de Calpa, Antamaque y otras poblaciones menores. 
El 20 de septiembre de 1588, Santo Toribio de Mogrovejo celebró en la ciudad de Huáñec, el V Sínodo Diocesano Limense, donde se aprobaron 30 decretos o constituciones, que sirvieron para mejorar el trato a los naturales en lo social y religioso y la mejor difusión de la Religión Católica en todo el virreinato del Perú. Regresó en 1602 en su segunda visita pastoral, dando cuenta que Huáñec tiene 2171 habitantes, pagando sus pobladores entre 18 y 50 años de edad un total de 395 pesos de tributo.   
Desde tiempos prehispánicos y en el virreinato los pichamarcas luego sus descendientes los huañinos prestaron el servicios de chasquis entre el tambo Julca y el tambo Pariacaca, en el camino inca Jauja-Pachacámac que venía procedente del Cuzco. 
Por mandato de 14 de marzo de 1811, el virrey José Fernando de Abascal ordena al subdelegado del Partido de Yauyos, se reconstruya la Iglesia de San Cristóbal de Huáñec. dice: "...para lo cual mando..-. cumplais ...sin demora, bajo la multa... para la Real Camara". Este trámite fue seguido por los religiosos huañinos: Rafael Sanabria, Manuel Gamboa, Manuel Resurrección, Pablo de la Cruz Chamilco, Francisco Polaco, Manuel Paredes, Manuel Rivera y A. Sanabria.
En la emancipación o independencia, pobladores huañinos participaron en las guerrillas yauyinas que estuvo al mando de Juan Evangelista Vivas, desde antes de la proclamación de la independencia; el 21 de febrero de 1822 el párroco del pueblo Manuel de Vega Bazán exhorta a que todos luchen por la independencia, luego participan en las batallas de Junín y Ayacucho.  
La provincia de Yauyos se crea por decreto del generalísimo José de San Martín el 4 de agosto de 1821 como parte del departamento de Lima. El distrito de Huáñec se crea en la época de la independencia durante la administración de Simón Bolívar en 1825 en el mismo año que los distritos de Yauyos, Laraos, Ayavirí, Omas, Tauripampa, Pampas (hoy llamado Colonia), Víñac y Chupamarca, los nueve primeros distritos pertenecientes a la provincia de Yauyos. Posteriormente viene a Yauyos el distrito de Huangáscar de Castrovirreyna en permuta con Chupamarca.
La exhacienda de Cochas, que actualmente abarca parte de los departamentos de Lima y Junín, y que hoy pertenece a la Reserva Paisajística Nor Yauyos-Cochas, incluidos los pueblos de Suitucancha y Huacracocha, pertenecieron al distrito de Huáñec hasta 1861.
El 3 de octubre de 1862 el sabio Antonio Raimondi llega a Huáñec procedente de Quinches, realiza estudios de sus recursos naturales y hace anotaciones describiendo la ciudad.
Según el censo de 1876 el distrito de Huáñec arroja 2171 habitantes contando con el anexo de Quinches y la provincia de Yauyos tenía 9 distritos.
En plena época Republicana, pobladores huañinos participaron en la Guerra con Chile y en el Conflicto con el Ecuador.
De acuerdo con el censo de 1940 el distrito de Huáñec contaba con 1788 habitantes teniendo como anexos a San Joaquín, Cochas y Tanta; y la provincia de Yauyos tenía 20 distritos.
A comienzos y mediados del siglo XX, los pueblos de Quinches, San Joaquín, Cochas y Tanta, se separan de Huáñec para formar nuevos distritos.
Conforme al censo de 1961 el distrito de Huáñec tenía 788 habitantes y la provincia de Yauyos 29 distritos.
Según el censo del 2017 el distrito de Huáñec tiene 432 habitantes y la provincia de Yauyos cuenta con 33 distritos.

## Como llegar
Para llegar desde Lima hay que tomar la autopista Panamericana Sur hasta el km 100 y luego la trocha LM-124, pasando por Asia, Coayllo, Omas, San Pedro de Pilas, abra Tres Cruces (3855 m s. n. m.), Huampará, Quinches y finalmente llegas a Huáñec.

## Festividades
- 1 y 6 de enero: Año Nuevo y Baja de Reyes con las Pastoras.

- 4 domingos de febrero: Carnavales y yunzas.
- marzo-abril: Semana Santa y Bajada de las Cruces.
- abril: Limpia Acequia.
- 3 de mayo: Cruz de Macaya en el cerro Huaylayo.
- mayo: Fiesta comunal de la Santísima Trinidad Baile del Rey Inca.
- mayo-junio (movible): Fiesta y corrida del Corpus Christi.
- 13 de junio: Fiesta comunal de San Antonio de Padua Baile del Rey Inca.
- 25 de julio: Festividad del Patrón San Cristóbal.
- 28 de julio: Desfile de Fiestas Patrias.
- 8 de octubre: Virgen del Rosario Patrona de Huáñec Baile del Rey Inca.
- 18 de octubre: Señor de los Milagros.
- 1 de noviembre: Visita a los difuntos o muertos.
- 25 de diciembre: Navidad con el baile de las Pastoras.
- 31 de diciembre: Lectura del testamento del Año Viejo, curcos y concurso de Pastoras.

Las principales danzas, bailes y costumbres que se realizan en Huáñec, en las diversas festividades, son: las Pastoras, los Negritos, el Rey Inca, las Pallas huañinas, los Chunchitos, la Herranza, la Techa casa y, la Ciega y trilla del trigo. El baile de la Chunguinada, que se sacaba desde la fundación de la ciudad, se ha ido olvidando.

## Galería

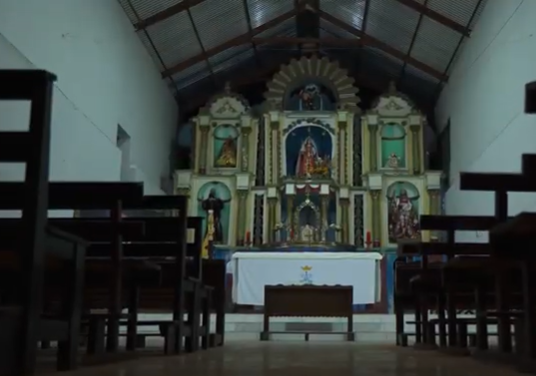
Altar de la iglesia de San Cristóbal
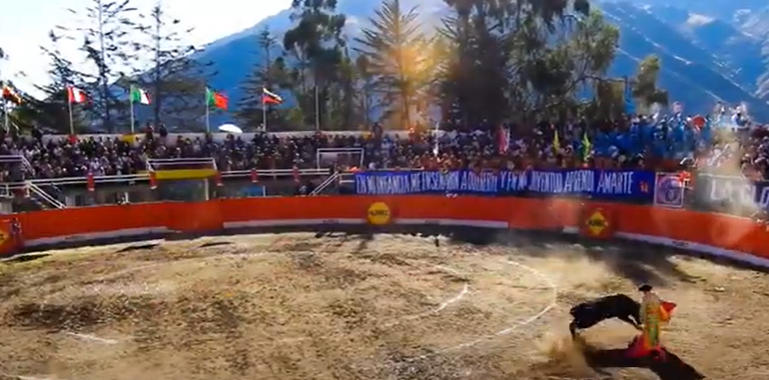
Plaza de toros
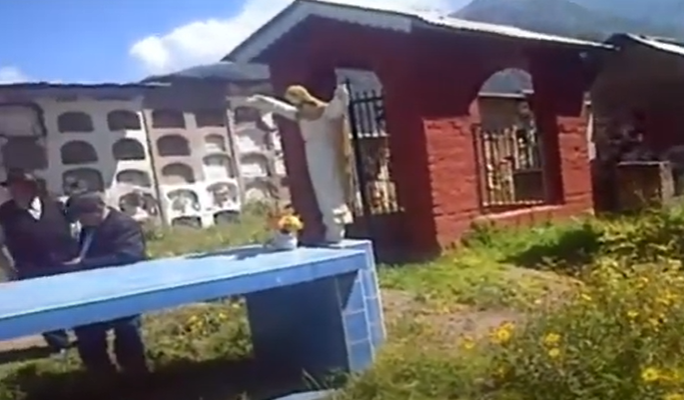
Cementerio Municipal